# Scarborough (Western Australia)
Scarborough ist ein Vorort im Norden von Perth, Western Australia am  Indischen Ozean mit über 15000 Einwohnern (davon 25 % Ausländern – 2016), der zum selbstständigen Verwaltungsbezirk City of Stirling gehört. Benannt ist er nach einem gleichnamigen Seebad an der Nordseeküste von North Yorkshire in England.

## Stadtbild
Scarborough wird von zwei 4-spurigen Boulevards (West Coastal Highway in Nord-Süd-Richtung und Scarborough Road in West-Ost-Richtung) durchschnitten. Dazwischen liegen kleinere Straßenzüge mit heterogener Bausubstanz, teilweise einfachen Ein- und Zweifamilienhäusern, teilweise aber auch repräsentativeren Prachtvillen.
Parallel zum Strand verläuft, von diesem durch einen Grünstreifen getrennt, die von Palmen und Araukarien gesäumte Esplanade mit weiträumigen Parkflächen, Appartements, Cafés und Schnellrestaurants. Architektonisch aus dem Rahmen fällt ein dominanter Hochhauskomplex, der ein 1986 von dem australischen Großinvestor Alan Bond erbautes Luxushotel beherbergt; es beansprucht für sich, das einzige Westaustraliens zu sein, das unmittelbar am Strand liegt. 
An der Scarborough Beach Road und den umliegenden Straßenzügen gibt es weitere gastronomische Einrichtungen, Geschäfte, Bars, Pubs und Nachtclubs. Samstags wird auf den Scarborough Fair Markets Trödel gehandelt. 

## Strand
Hauptattraktion von Scarborough ist der Scarborough Beach. 
Geographisch gehört dieser zur Sunset Coast in ihrem südlichen, urban geprägten Abschnitt, der sich mit feinsandigen Stränden ca. 30 km nördlich der Metropolregion Perth erstreckt und ihren Einwohnern gemeinsam mit dem Cottesloe Beach und dem City Beach südlich sowie dem Trigg Beach und dem Sorrento Beach nördlich von Scarborough insbesondere an den Wochenenden als Naherholungsgebiet dient.
Scarborough Beach ist der favorisierte Surfstrand der Sunset Coast. Es gibt eine Surfschule und einen entsprechenden Club. In den Sommermonaten dient der bewachte Strand bei wenig Wind und schwachen Wellen auch als Sonnen- und Badestrand. In den Wintermonaten wird er wegen seiner gefährlichen Unterströmungen bei Starkwind nur für erfahrene Surfer empfohlen. Windsurfen und Kitesurfen sind ebenfalls beliebte Sportarten.